# Fenpyrazamine
Fenpyrazamine is een fungicide, ontwikkeld door het Japanse bedrijf Sumitomo Chemical Co. Het behoort tot de groep van pyrazolen. Het product werd in 2012 gelanceerd in Zuid-Korea onder de merknaam Botrycide.

## Toepassing
De stof wordt ingezet tegen Botrytis in wijngaarden en in serreteelt op tomaten, aubergines, peper en komkommer. 

## Regelgeving
De risicobeoordeling van de stof door de Europese Autoriteit voor voedselveiligheid concludeerde dat ze aan de eisen van de geldende Europese richtlijn voldoet. De Europese Commissie heeft fenpyrazamine daarna op 5 juli 2012 goedgekeurd voor een periode van 10 jaar, ingaande op 1 januari 2013.

## Toxicologie en veiligheid
De stof heeft een lage acute toxiciteit. Bij dierproeven is vastgesteld dat ze niet genotoxisch is. Er werden wel tumoren vastgesteld bij ratten die lange tijd met hoge dosis gevoed werden, maar het werkingsmechanisme wordt niet als relevant voor mensen beschouwd.